# Revue juridique du Congo belge
 (décembre 2018).
La Revue juridique du Congo belge (RJCB) est une revue de droit publiée durant la période du Congo belge entre 1927 et 1960. Ce périodique est publié en français par la Société d'étude juridique du Katanga (SEJK) à un rythme de parution d'abord bimensuel puis bimestriel. Les travaux portent sur la doctrine, la jurisprudence — principalement des cours et tribunaux de la colonie — et la documentation. 

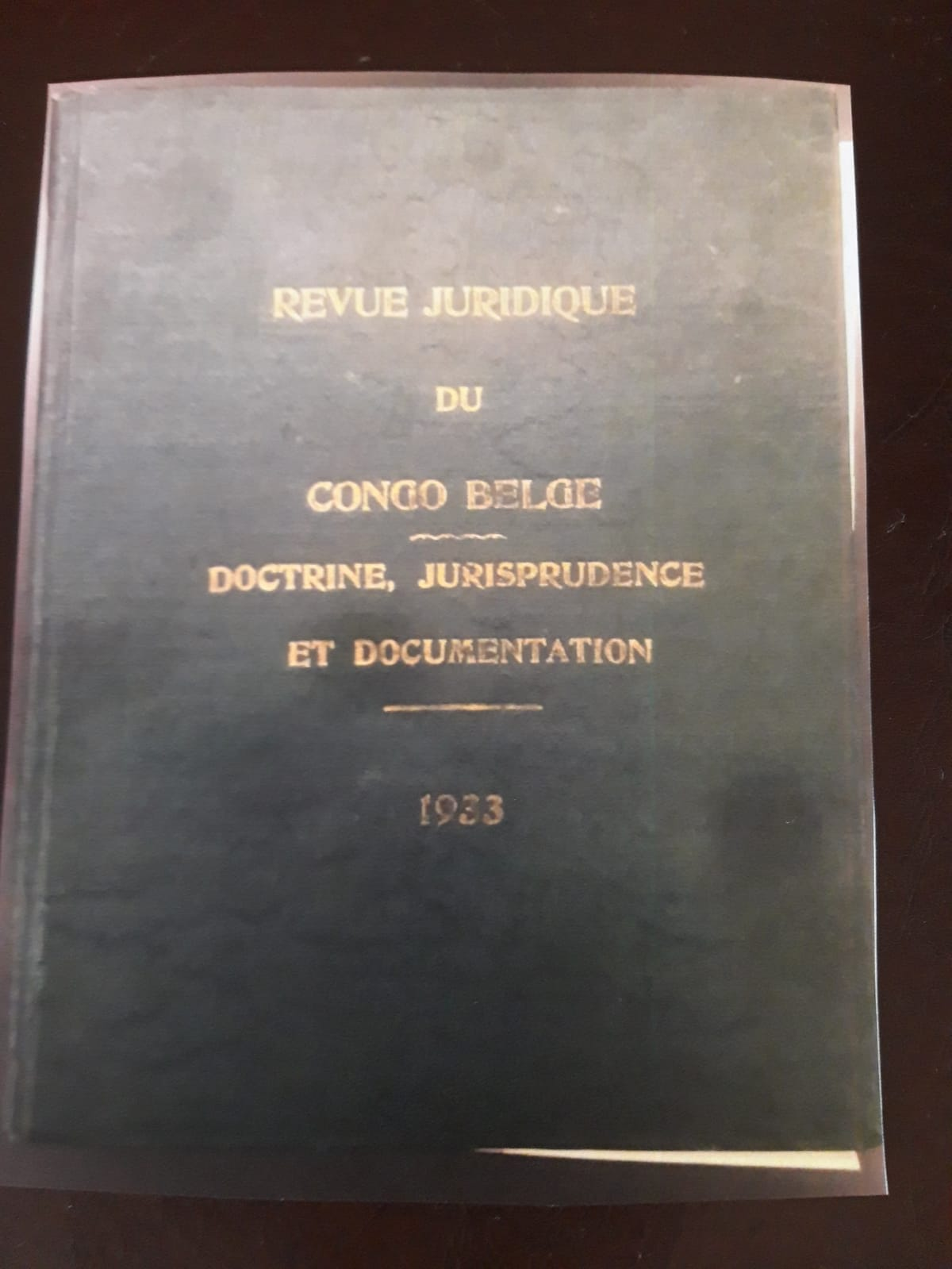
Revue juridique du Congo belge datant de 1933.

## Présentation

### Les fondateurs
La Revue juridique du Congo belge, initialement intitulée Revue de droit et de jurisprudence du Katanga (RJK), a été créée par Antoine Sohier, alors substitut du procureur général au Katanga, et Joseph Derriks, président de la cour d'appel d'Élisabethville et notamment membre du comité de rédaction de la Société d'étude juridique du Katanga. Antoine Sohier deviendra par la suite procureur général du Congo belge et, à son retour en Belgique, premier président de la Cour de cassation. En marge de sa carrière judiciaire, il a créé différentes revues de doctrine et de jurisprudence coloniale, parmi lesquelles le Bulletin des juridictions indigènes et du droit coutumier congolais et un supplément à la Revue juridique du Congo belge créé en 1933.

### Ligne éditoriale
La revue poursuit simultanément deux objectifs principaux, selon la Société d'étude juridique du Katanga : « donner autant que possible de fixité et de clarté aux principes juridiques et aux coutumes en usage dans le ressort de la Cour d'appel nouvellement créée à Elisabethville » d'une part, « vulgariser dans la Colonie même les règles ainsi fixées de manière à faciliter les rapports d'ordre civil, commercial, administratif et social entre les habitants de la province » d'autre part. Lorsque la revue est rebaptisée en février 1927 Revue juridique du Congo belge, les objectifs précités s'étendent à l'ensemble de la colonie. Il ressort des statuts de la Société qu'il est octroyée à l'ensemble des collaborateurs une totale « liberté d'opinion et une complète indépendance scientifique ».

### Public visé
La Revue juridique du Congo belge s'adresse à une importante variété de lecteurs : juristes, fonctionnaires et entrepreneurs, et de manière plus générale l'ensemble des habitants de la Colonie belge. La volonté d'associer les particuliers à l'actualité juridique et judiciaire s'explique notamment par une présence limitée de conseillers juridiques au sein de la colonie belge. Cette intention d'informer le « grand public » se réalise notamment par la publication de certaines décisions « intéressantes, surtout en fait ou des questions sans grande portée juridique », concède la revue.

### Parution
De revue mensuelle jusqu'en 1929, période durant laquelle la revue publiait alors tous les 15 du mois, à l'exception de l'année 1928, la publication de la revue est devenue bimestrielle en 1930. Le rythme de publication de la Revue juridique du Congo belge était donc de 6 numéros par an, chacun paraissant le premier du mois. 

### Abonnements et pages
La Société d'étude juridique du Katanga proposait un abonnement simple à la Revue juridique du Congo belge, ainsi qu'un abonnement combiné avec le Bulletin des juridictions indigènes. Les prix respectifs de l'abonnement, simple et combiné, ont sensiblement évolué entre 1927 à 1960. L'abonnement était, par ailleurs, disponible dans toute la colonie belge ainsi qu'en Belgique. Annuel, l'abonnement débutait le premier janvier.
Ce graphique représente l'évolution du prix en franc congolais de la revue juridique du Congo belge entre 1927 à 1960.  
Pour des raisons techniques, il est temporairement impossible d'afficher le graphique qui aurait dû être présenté ici.

## Société d'étude juridique du Katanga
La maison d'édition chargée de publier la Revue juridique du Congo belge est la Société d'étude juridique du Katanga (SEJK). Son siège social se trouvait à Élisabethville. Cette association a été créée en 1924 par Antoine Sohier, qui en sera le premier président. 
La Société présente ses ambitions comme étant les suivantes : « étudier le droit colonial et de coopérer à son développement, aider au maintien des traditions des différentes professions judiciaires, et resserrer les liens de confraternité entre leurs membres ». En vue d'atteindre ces différents objectifs, la Société juridique du Katanga publie principalement la Revue juridique du Congo belge.  
L'élaboration de la revue est réalisée par un comité de rédaction constitué de membres nommés par l'assemblée générale de la SEJK. En son sein, la revue juridique du Congo comprend trois catégories de membres  :
- Les membres effectifs sont les membres diplômés d'un doctorat en droit, résidant dans la province du Katanga et qui ont été agréés par le comité de la société.
- Les membres d'honneur rassemblent traditionnellement des magistrats ou des professionnels du droit occupant des fonctions importantes dans l'organisation de la justice coloniale.
- Les membres correspondants sont des docteurs en droit qui résident ou ont résidé dans la colonie belge et qui ont été agréés par le comité de la société. Ce comité est composé de six membres qui disposent d'une fonction administrative au sein de la Société.

Les publications de la SEJK sont donc rédigées en grande partie par des professionnels du droit mais les lecteurs, juristes ou missionnaires peuvent apporter une contribution. Dans le cadre de son dixième numéro, alors qu'elle établit un bilan introspectif de ces dix premières années de publication de la revue juridique, la Société d'étude juridique du Katanga déclare être soutenue par la majorité des membres de la magistrature coloniale mais également par le gouvernement de l'époque.[réf. souhaitée]

## Structure de la revue
La structure de la revue que voici présentée ci-dessous fait office de modèle type, il convient de préciser que la revue n'a pas toujours suivi cette organisation au fil de ses années.

### Doctrine
Un grand nombre des numéros publiés débute par une réflexion proposée par un auteur sur un phénomène, une nouvelle norme ou une institution déterminée. Cette section précédemment appelée « Études » devient à partir de 1930 « Études doctrinales ». Les études doctrinales sont diverses et variées et peuvent s'étendre sur plusieurs numéros. C'est notamment le cas des études portant sur les crimes et superstitions indigènes ayant par ailleurs fait l'objet de nombreux travaux. La société d'étude juridique du Katanga justifie l'intérêt qu'elle porte pour cette thématique, par l'influence qu'ont les superstitions dans la société indigène, en particulier en matière criminelle.
À partir des années 1940, et ce jusqu'en 1959, la doctrine n'est plus systématiquement consacrée par la revue juridique.
En 1960, la revue juridique ne fait plus échos à cette section dans ses différents numéros.

### Jurisprudence
L'essentiel de la Revue juridique du Congo belge concerne la publication de jurisprudence issue des cours et tribunaux de la colonie. À partir de l'année 1930 la section jurisprudence se subdivise selon sa provenance, en différentes sous-section d'importance inégale :  
- Jurisprudence congolaise : les décisions de justice rendues par les cours et tribunaux de la colonie belge occupent la totalité ou quasi-totalité de la section jurisprudence.
- Jurisprudence belge : les décisions de justice belge sont publiées de manière occasionnelle, avant de progressivement disparaître de la revue au début des années 1940.
- Jurisprudence étrangère : les décisions de justice étrangères sont généralement en lien avec la jurisprudence congolaise. Cette sous-section, elle aussi développée de manière occasionnelle, disparaît dès 1940 de la revue.

La jurisprudence publiée dans la Revue juridique du Congo belge témoigne d'une importante variété. La revue publie des décisions relatives à de multiples matières relatives à de nombreuses branches du droit. En 1945, la section jurisprudence adopte la nomination « jurisprudence congolaise ». À partir de 1959, cette section est remplacée par deux nouvelles sections. La première, « jurisprudence des cours et tribunaux », contient les décisions jurisprudentielles issues des différents cours et tribunaux de l'ordre judiciaire du Congo belge. Ces décisions publiées contiennent aussi bien des matières relevant du droit civil que du droit pénal. La seconde section, « jurisprudence administrative », contient exclusivement des décisions du Conseil d'État. À cette époque, le Conseil d'état belge exerçait des compétences propres à une Cour constitutionnelle.  Ces décisions portent notamment sur des litiges de droit public, tels que les taxes, la police judiciaire, les agents de la colonies mais encore les transports en commun.

### Documentation
La section documentation comprend diverses sous-sections figurant de manière irrégulière dans les différents numéros de la revue. 
On compte notamment parmi celles-ci :
- une « partie législation » : Cette rubrique comprend des dispositions normatives (lois, décrets, arrêtés royaux) principalement publiées par le Bulletin officiel du Ruanda-Urundi ou le Bulletin officiel du Congo belge.
- une partie « Dans les Revues et Publications » : Il s'agit de recommandations d'études, articles, publiés dans d'autres revues juridiques et publications diverses, telles que les Revues de doctrine et de jurisprudence coloniale, le Bulletin périodique de la Société belge d'études et d'expansion, les juridictions indigènes ou encore le Recueil général de jurisprudence française.
- une partie « Bibliographie » : Il s'agit de suggestions faites par la société d'un ouvrage de doctrine récemment paru.
- une partie « statistiques » : ce sont des chiffres recueillis dans différents rapport annuels qui portent sur les activités des cours et tribunaux au sein du Congo belge.

### Chronique
La section chronique comprend diverses sous-sections consacrées, elles aussi, de manière irrégulière. On compte généralement parmi celles-ci, une partie « Société d'études juridiques du Katanga » dans laquelle la revue informe les lecteurs du résumé des sujets abordés lors de la réunion ordinaire du mois précédent la parution du périodique ou du résumé de l'Assemblée Générale de la société. Il est régulièrement fait écho, dans une partie nommée « Dans le monde judiciaire », des différents mouvements se faisant au sein de la magistrature coloniale. À savoir notamment des désignations de nouveaux magistrats ou de départs de magistrats de la colonie belge. 

### Table des matières
Le dernier numéro d'une année s'achève par une table des matières qui reprend, suivant un ordre alphabétique, d'abord les thématiques auxquelles la jurisprudence est afférente, ensuite l'ensemble des décisions de justice publiées dans l'année.

## Dénominations successives
Au cours de son histoire, la Société juridique du Katanga a modifié à cinq reprises le titre de la revue juridique dont elle assurait l'édition. Les changements de nomination de la revue juridique opérés traduisent tantôt l'évolution de la ligne éditoriale de la Société tantôt les évolutions politiques survenues. 
Avant que la revue étende son objet d'étude à la doctrine, jurisprudence et documentation à travers l'ensemble de la colonie belge en adoptant le titre Revue juridique du Congo belge en février 1927, la revue juridique créée en novembre 1924 paraissait sous le nom Revue de droit et de la jurisprudence du Katanga. Entre l'année 1961 et l'année 1964, la revue endosse le nom de Revue juridique d'Afrique centrale (RJAC) sur la recommandation d'Antoine Sohier. De 1964 à 1971, prenant acte de l'indépendance du pays devenu République du Congo, la revue est ensuite publiée sous la nomination de Revue juridique du Congo : droit écrit et droit coutumier (RJC). À partir de 1972 et ce pour une période de treize ans, la revue est appelée Revue juridique du Zaïre (RJZ), à la suite du changement de nom opéré en octobre 1971. L'ensemble des numéros publiés durant 1996, ont eu pour titre Revue analytique de jurisprudence zaïroise. Enfin, à partir de 1997, lorsque le pays devient la République démocratique du Congo, la revue est intitulée Revue analytique de jurisprudence du Congo, ce jusqu'en 2004.